# Svenska mästerskapen i dressyr 1991
Svenska mästerskapen i dressyr 1991 avgjordes i Stockholm. Tävlingen var den 41:e upplagan av Svenska mästerskapen i dressyr.

## Resultat
| Placering | Ryttare                      | Häst              |
| --------- | ---------------------------- | ----------------- |
| 1         | Louise Nathhorst             | LRF Dante         |
| 2         | Annica Westerberg            | Taktik            |
| 3         | Eva-Karin Oscarsson-Göthberg | Lille Claus       |
| 4         | Ann Behrenfors               | Leroy             |
| 5         | Liane Wachtmeister           | Elixir            |
| 6         | Tinne Vilhelmsson            | Procordia Caprice |